# Confesiones de invierno
Confesiones de invierno es el segundo álbum de estudio del dúo musical Sui Generis, editado por el sello Talent en 1973.

## Detalles
En esta nueva etapa, el conjunto argentino se perfecciona musicalmente, con una elaboración más refinada y progresiva de las canciones y con letras con mayor compromiso, pero sin dejar el country de sus comienzos. Aquí, Charly García incursiona en nuevos estilos, como, por ejemplo, el tango en "Cuando ya empiece a quedar solo", y el rock & roll, en "Mr. Jones", y empieza a mostrar rasgos de su idea original de banda de rock progresivo, estilo Vanilla Fudge, con "Un hada, un cisne" y "Tribulaciones, lamento y ocaso de un tonto rey imaginario, o no".

## Grabación y lanzamiento
Muchos consideran que este álbum es muy superior al primer álbum de la banda, Vida, tanto en la calidad de sonido como en su música. El grupo seguiría componiendo canciones de corte 'folk', aunque ahora con la complejidad de ser un cuarteto lo cual afianzaría el sonido del primer álbum, en el que algunas canciones sonaban "incompletas".
De este álbum surgieron algunos de los mayores éxitos del grupo Sui Generis como "Cuando ya me empiece a quedar solo", "Bienvenidos al tren", "Confesiones de invierno" y especialmente "Rasguña las piedras".

## Lista de canciones
Todas las canciones escritas y compuestas por Charly García. 
| Lado A |                                      |          |  |
| N.º    | Título                               | Duración |  |
| 1.     | «Cuando ya me empiece a quedar solo» | 3:37     |  |
| 2.     | «Bienvenidos al tren»                | 3:14     |  |
| 3.     | «Un hada, un cisne»                  | 6:26     |  |
| 4.     | «Confesiones de invierno»            | 4:06     |  |

| Lado B |                                                                   |          |  |
| N.º    | Título                                                            | Duración |  |
| 1.     | «Rasguña las piedras»                                             | 3:14     |  |
| 2.     | «Lunes otra vez»                                                  | 3:10     |  |
| 3.     | «Aprendizaje»                                                     | 3:45     |  |
| 4.     | «Mr. Jones, o pequeña semblanza de una familia tipo americana»    | 1:44     |  |
| 5.     | «Tribulaciones, lamento y ocaso de un tonto rey imaginario, o no» | 5:56     |  |
| 35:19  |                                                                   |          |  |

Bonus track CD
| N.º   | Título             | Duración |  |
| 10.   | «Alto en la torre» | 4:41     |  |
| 40:25 |                    |          |  |

## Sui Generis
- Charly García: Voz. Piano en A1, A2, A3, B1, B4 y B5. Órgano en B3. Guitarra acústica en A2, A3, A4, B1, B2, B3 y B5. Bajo eléctrico en A1, A3 y B5.
- Nito Mestre: Voz. Guitarra acústica en B2 y B3. Flauta en A3 y B3.

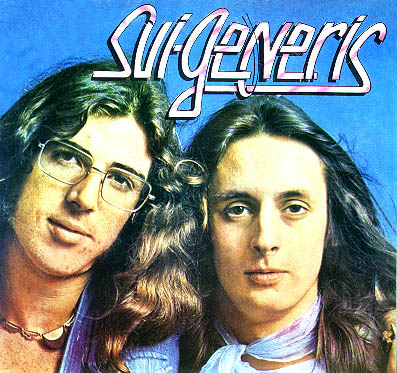
Charly García y Nito Mestre en 1973.

## Músicos invitados
- Francisco Prati: Batería en A1, A2, B1, B2, B3 Y B5.
- David Lebón: Guitarra eléctrica en A1, A3, B1, B3, B4 y B5. Guitarra slide en A2. Bajo eléctrico en A2 y B4.
- León Gieco: Armónica en A2.
- Juan Rodríguez: Batería en A3 y B4.
- Alejandro Correa: Bajo eléctrico en B1 y B2.
- Alejandro Medina: Bajo eléctrico en B3.
- Rodolfo Mederos: Bandoneón en A1.
- Gustavo Beytelmann: Arreglos y Dirección orquestal en A1, B1 y B5.

## Ficha técnica
- Grabado en Estudios RCA Victor y Phonalex entre junio y julio de 1973.
- Mánager de grabación: Billy Bond
- Productor: Jorge Álvarez
- Todas las canciones editadas por Edifón.
- Diseño y tapa: Juan Gatti.
- Fotos: Jorge Fisbein y coloreadas por Juan Gatti.